# Le Langage silencieux
Le Langage silencieux est un ouvrage d'Edward T. Hall paru pour la première fois en 1959 sous le titre The Silent Language.
Contrairement à ses travaux dans La Dimension cachée, où intervient notamment la notion de proxémie (comment la distance physique entre deux interlocuteurs intervient dans le processus de communication), l'auteur ne s'intéresse pas ici à la seule dimension spatiale (quoiqu'elle y soit déjà fondamentale) : il y adjoint les dimensions temporelle et linguistique.

## La culture
Ces trois dimensions font partie intégrante de la notion de culture, souvent galvaudée. On a en effet tendance à réduire les cultures étrangères à un ensemble de coutumes, significatives en ce qu'elles s'opposent à nos propres codes, qu'elles nous paraissent drôles ou absurdes (Folklore). Et quant à parler de sa propre culture, l'individu en est souvent incapable. Le problème est que l'on ne peut pas « enseigner » une culture : il faut l'observer, l'expérimenter soi-même, la vivre. De plus, comprendre une culture étrangère, c'est comprendre les racines de sa propre culture, car la culture constitue l'ensemble des principes cachés qui régissent le comportement dans une société ; c'est à la fois le dit, le non-dit et la manière de le dire ou de ne pas le dire.

### La grande triade
Pour étudier la culture prise dans cette optique, Hall définit une triade fondamentale, structure inhérente à toute culture : le formel, l'informel et le technique. Le formel est ce qui est expérimenté dans la vie quotidienne, parfaitement connu et maîtrisé. L'informel est lié au contraire à une pratique ponctuelle, désorganisée ou à des situations peu ou pas connues. Enfin, le technique diffère radicalement : c'est l'approche scientifique d'un objet. Il est à noter que le langage technique rebute bien souvent les non-initiés.
Cette triade se retrouve déclinée dans les trois grandes attitudes culturelles adoptées ou subies par l'individu : la connaissance (comment se transmet le savoir dans une société ; plus généralement, le terme désigne chez Hall ce qui se rapporte à la pédagogie), la conscience et l'affect (émotions « brutes », distinctes de la pensée). Chacune de ces attitudes est donc subdivisée en trois volets :
- La connaissance formelle : typique de la relation parents/enfants. L'enfant teste les limites qui lui sont octroyées. Les parents inculquent la connaissance de manière booléenne : il y a ce qui est permis et ce qui ne l'est pas, ce qui est vrai et ce qui est faux.
- La connaissance informelle : apprendre de manière autodidacte ou inconsciente.
- La connaissance technique : transmission professorale de la connaissance.
- La conscience formelle : importance telle de la tradition, des schémas hérités, qu'il est difficile de concevoir une approche différente de sa propre culture.
- La conscience informelle : ensemble des activités que nous avons apprises mais dont la répétition quotidienne fait qu'elles sont devenues automatiques (Hall reconnaît ici lui-même le caractère apparemment contradictoire de la conscience informelle, qui semble se rapporter plutôt à la notion formelle. Le caractère informel vient ici du fait que l'automatisme fait qu'il n'y a plus besoin pour l'individu de se référer à des schémas formels ou techniques.)
- La conscience technique : pleine compréhension d'un comportement.
- L'affect formel : ensemble des règles qui régissent les comportements sociaux.
- L'affect informel : manière de réagir lorsque les lois tacites sont enfreintes ; la réaction est informelle car la situation n'était pas prévue par les schémas formels.
- L'affect technique : contrôle des émotions.

### La culture et le changement
La culture étant en constante évolution, étudier les systèmes formels, informels et techniques d'une culture renseigne bien souvent sur les modalités du changement. Le processus du changement est diffus, continu et ténu ; les différences inconscientes s'accumulent jusqu'à atteindre un point où elles sont prises en compte comme des « révolutions ». D'une manière générale, les changements techniques sont bien acceptés (particulièrement dans les sociétés occidentales, fortement orientées sur la technologie), du moins tant qu'ils ne remettent pas en cause le système formel. Si cette limite est franchie, les représentants d'une culture se sentent alors insultés. Les générations anciennes sont particulièrement rétives au changement, car chez elles le système formel est fortement ancré (qui n'a pas une grand-mère répétant sans cesse « de mon temps... »). Enfin, la rencontre entre deux cultures caractérise le changement informel. 

### Les systèmes de communication primaires
La grande triade doit être comprise avant tout dans un processus communicatif : pour Hall, la culture consiste véritablement en la manière dont les individus organisent leurs rapports sociaux. Selon lui, il y a dix formes de communication de base (les SCP), prenant racine dans l'activité biologique de l'Homme :
- L'interaction : c'est le seul SCP qui fait appel au langage, du moins dans l'interaction entre deux ou plusieurs individus, ou entre un individu et un individu représenté (ex. : un appel téléphonique). Mais il existe également des interactions Hommes / Objets, comme l'écriture par exemple.
- L'association : par nature, l'Homme a tendance, comme pratiquement tous les mammifères, à vivre en groupes où s'instaure une hiérarchie naturelle ou acquise.
- La subsistance : les habitudes alimentaires sont profondément culturelles, car l'Homme a assuré la pérennité de son espèce en comblant ses besoins alimentaires.
- La bisexualité : toutes les cultures déterminent des schémas d'action féminins et masculins distincts et variables. Le comportement sexuel est donc acquis et non inné.
- La territorialité : comment l'espace agit dans la communication entre individus.
- La temporalité : quelle est la signification culturelle du temps, de la division temporelle.
- L'acquisition des connaissances : le mode de transmission des connaissances est révélateur des valeurs mises en avant par une culture. La pédagogie est l'exemple type du sentiment de supériorité qu'éprouve les systèmes culturels les uns par rapport aux autres.
- Le jeu : l'humour, les loisirs, les activités ludiques sont spécifiques dans leurs approches et varient d'une culture à l'autre.
- La défense : comment l'Homme se protège des dangers naturels (ex. : médecine), des dangers liés à la vie en société (ex. : armée, lois, etc.) ou répond à la tension issue des interrogations métaphysiques (ex. : religion).
- L'exploitation : l'Homme a développé des extensions manufacturées de son corps (machines, outils, vêtements, etc.) dont la caractérisation diffère selon les cultures.

Parmi ces dix SCP, Hall choisit de n'en étudier que trois : le langage (interaction), le temps et l'espace.

## Le langage
Le langage est structuré en séries, notes et schémas. Les séries correspondent aux combinaisons de mots, à leur enchaînement ou à leur rapport à un même objet. Les notes sont les sons qui constituent ou modifient le sens des mots (intonations, accents toniques, etc.). Les schémas sont les règles de syntaxe qui rendent cohérentes les séries, leur donnent un sens. On a souvent tendance à attribuer le poids de la communication aux mots seuls. Ce que propose Hall, c'est de montrer que les attitudes, les intonations, les non-dits ont eux aussi un rôle et qu'il existe un « réseau communicatif ».
Dans cette optique, il montre tout d'abord que les séries, en dehors des valorisations sémantiques propres à chaque culture (par exemple, en Europe, où l'on accorde beaucoup d'importance au commerce, on a tendance à considérer inconsciemment le cuivre comme supérieur au plomb, alors que techniquement ils ont simplement des propriétés différentes) n'ont qu'un rôle démonstratif : ceci est un « chien », ceci est un « chat », etc.
Les notes au contraire ont un rôle subjectif, souvent difficile à appréhender pour un étranger. Elles font le lien entre les séries et les schémas :  prises hors schémas, les séries ont une charge sémantique neutre. Altérées par les notes, elles entrent dans des registres prédéfinies : colère, questionnement, demande, prière, etc.
Les schémas quant à eux sont des règles culturelles implicites ; ils sont divisés en trois types (ordre, sélection et harmonie), mais tous ont la même fonction initiale : définir une disposition cohérente des séries.
L'ordre est bien souvent au fondement du système grammatical des langues contemporaines. Il occupe également une place de choix dans tous les aspects de la vie quotidienne : ordre dans une file d'attente par exemple. 
La sélection est l'expression principale de l'arbitraire d'une culture, héritage de la tradition. Un petit-déjeuner anglais est composé, sélectionne, des aliments types qui sont différents d'un petit-déjeuner français (« et heureusement ! » dit-on en France et en Angleterre). C'est un « entonnoir » qui dirige vers des schémas pré-enregistrés en fonction d'une situation.
L'harmonie est un schéma beaucoup plus subjectif : elle exprime la maîtrise parfaite des séries et des schémas d'une situation donnée. Par exemple, le style en littérature, la finesse de l'humour ou l'ordonnancement d'une tenue. Les exemples de dysharmonie sont nombreux, particulièrement quand une culture emprunte des séries distinctes de schémas à une autre culture (exemple : les colonnes grecques devant les pavillons de banlieue...). D'une manière générale, l'art symbolise la quête de l'harmonie : il ne s'agit pas de définir le « Beau » par opposition au « Laid », mais de faire que la création en elle-même réponde de la manière la plus limpide possible au but recherché.
La confrontation culturelle est en ce sens profondément dysharmonique : comment établir une communication saine si les règles de celle-ci diffèrent profondément selon les individus ? Bien souvent, lors d'une incompréhension, la violence constitue le seul langage universel...

## Le temps
Le temps est soumis à la division formel / informel / technique. Néanmoins, le vocabulaire de ces trois types de temps est potentiellement identique : la « minute » peut être utilisée aussi bien par l'homme de la rue que par le technicien ; cependant, elle aura une signification différente. 
Le temps technique est la division objective et mathématique du temps ; le temps formel consiste en une simplification et une utilisation quotidienne du temps technique par l'utilisation de « repères-temps » (un quart d'heure, etc.). Le temps formel a également une profondeur : toute culture se réfère à un degré plus ou moins prononcé à son passé et inscrit son avenir dans un futur informe.
Le temps informel assume quant à lui une charge subjective liée au contexte (quoiqu'il existe des expressions hors contexte purement informelles comme « un moment » ; la charge subjective dépend alors du locuteur). La hiérarchisation du temps par rapport à un repère illustre ce caractère subjectif : une heure de retard en Occident constitue une insulte grave, ce qui n'est pas le cas dans les pays arabes par exemple. Les repères-temps déterminent donc quelles sont les limites acceptables d'une culture.
La subjectivité du temps s'exprime également dans la sensation que nous avons de son écoulement : plus le besoin est urgent, plus le temps semble traîner. L'ennui est lui aussi lié à la « rapidité » avec laquelle le temps passe : en Occident, le facteur clé de l'ennui est la variété : il est pour l'Homme occidental essentiel de constamment renouveler ses expériences sociales.
Cela amène Hall à définir la notion de « voix du temps », soit que le temps s'inscrit dans le processus communicatif : selon la durée du retard, les excuses seront différentes, allant d'un vague « désolé » à un mea culpa en bonne et due forme. Cette « voix » s'exprime d'ailleurs parfaitement lorsque l'individu qui attend pour un rendez-vous demande « sait-il que je suis ici ? », comme s'il pouvait agir sur le temps.
Après avoir posé ces bases, Hall décrit la conception américaine du temps et la compare à différentes cultures : le temps américain est monochronique (une seule chose doit être faite à la fois), linéaire (on peut le segmenter à loisir ; la notion d'agenda atteint son acmé aux États-Unis) et matériel (« le temps c'est de l'argent »). La société américaine sacralise donc tout naturellement le rendez-vous (d'où les règles très formelles du retard, presque cérémonielles) quitte parfois à verser dans l'absurde. Enfin, le temps-conducteur américain (manière d'appréhender la relation présent-futur) est fort peu étendu : seul le futur proche est considéré. Tout cela concourt selon Hall à la création d'une « culture de la rapidité ».
Parmi les autres conceptions du temps auxquelles s'intéresse l'auteur, les cultures des Indiens Américains (Hopis, Navajos, Sioux]...) sont révélatrices des différentes manières d'appréhender le temps : il n'y a pas cette conception prévisionniste et affairiste qui voit le futur en termes de bénéfices potentiels. Le futur n'est tout simplement pas pris en compte, tout simplement parce que le temps est considéré naturellement et pas techniquement : le lever du soleil, sa course dans le ciel, etc., remplace les secondes, minutes, heures, etc., du technicien.

## L'espace
La territorialité est une notion très développée chez l'homme, fortement complexe et variable selon les cultures. À l'instar de la sexualité, la culture occidentale tend à réprimer les instincts humains vis-à-vis de l'espace ; ces impulsions ne sont pourtant que le signe de l'importance pour l'Homme de la territorialité, qu'il a élevé à un degré inimaginable (notamment dans le domaine judiciaire). Le contact physique a ainsi une signification différente en Occident (où il est réservé à la sphère de l'intimité) que dans d'autres cultures. C'est véritablement en expérimentant des cultures différentes que l'on se rend compte de l'existence d'un « accent spatial ».
D'une manière générale, Hall tend ici à définir la notion d'espace aux États-unis par opposition à d'autres cultures : l'espace y est souvent appréhendé de manière technique, géométrique et comme un ensemble unique. Chez les Indiens Hopis, chaque partie d'un espace est dissociée des autres : il peut ainsi y avoir deux propriétaires distincts pour un même terrain : celui qui possède le sol et celui qui possède les arbres.
L'espace est un facteur de contact culturel. Cependant, la proximité n'induit pas forcément l'intimité : si la relation entre voisins aux États-Unis est très forte, c'est loin d'être le cas en Europe, particulièrement en France ou en Angleterre. Ce schéma se retrouve appliqué dans le milieu professionnel : le bureau américain est agencé de manière à favoriser le regroupement et la communication des employés, alors que le bureau français favorise l'individualité. 
Il existe ainsi des schémas spatiaux formels, qui peuvent s'ancrer profondément dans la culture. L'orientation par exemple peut être sacrée dans certaines cultures (exemple : les mosquées orientées vers la Mecque). C'est néanmoins rarement le cas en Occident, où les sociétés sont façonnées par le technicien.
Véritablement, l'espace parle : il transmet le message selon une sémantique implicite. La nature d'une conversation nécessite une distance spécifique. Pour un individu américain, Hall définit l'échelle suivante : très près (de 10 à 20 centimètres, conversation top secrète), près (de 25 à 35 centimètres, très confidentiel), rapproché (de 40 à 60 centimètres, confidentiel), neutre (de 60 centimètres à 1 mètre, information personnelle), neutre 2 (de 1,20 mètre à 1,50 mètre, information non personnelle), distance publique (de 1,60 mètre à 2,40 mètres, information publique destinée à l'entourage), à travers la pièce (de 2,40 mètres à 6 mètres, information destinée à un groupe), distances plus grandes (adieux, huées, etc.). Ces distances varient d'une culture à l'autre. Elles sont par exemple beaucoup plus réduites en Amérique latine. Lors des confrontations inter-culturelles, il arrive souvent que les représentants des cultures les moins intimistes mettent en place des stratégies de déviations et d'évitements pour maintenir la distance, tandis que les autres tentent « d'enjamber » ces obstacles.

## Relâcher l'étreinte
La culture touche à l'intime, à l'individuel, d'où la répugnance que nous avons à en parler. Il est vrai aussi qu'elle est largement un phénomène inconscient. On ne peut cependant réduire la culture à l'individu seul : elle est également une convention collective qui charpente les sociétés humaines. Si la culture est responsable de l'individu (en ce qu'elle dirige en partie son comportement), l'individu est donc lui aussi responsable de sa culture : il y a des limites fixées à respecter, et à faire respecter.
Hall fait l'analogie avec une partition musicale, qui nous transmet le génie de musiciens comme Beethoven. Il soutient que dans l'avenir, il sera possible d'élaborer des partitions culturelles, sauvegardes des schémas de réussite des génies sociaux ; voilà l'un des buts principaux de ses recherches : rendre explicite les mécanismes implicites qui nous gouvernent, et qui sont ainsi source de tension et d'inquiétude. Ce n'est que par la pleine appréhension de ces mécanismes que l'Homme accèdera au relativisme culturel, parviendra à « relâcher l'étreinte » :

« Il est essentiel que nous comprenions comment les autres peuples lisent notre comportement. [...] Si ce livre ne sert qu'à faire germer cette idée, il aura atteint son but. [...] J'espère convaincre le lecteur que derrière le mystère apparent, la confusion, le désordre de la vie, l'ordre est présent : et que lorsqu'il en aura pris conscience, il pourra se pencher à nouveau sur l'univers humain qui l'entoure. »